# Primum non nocere

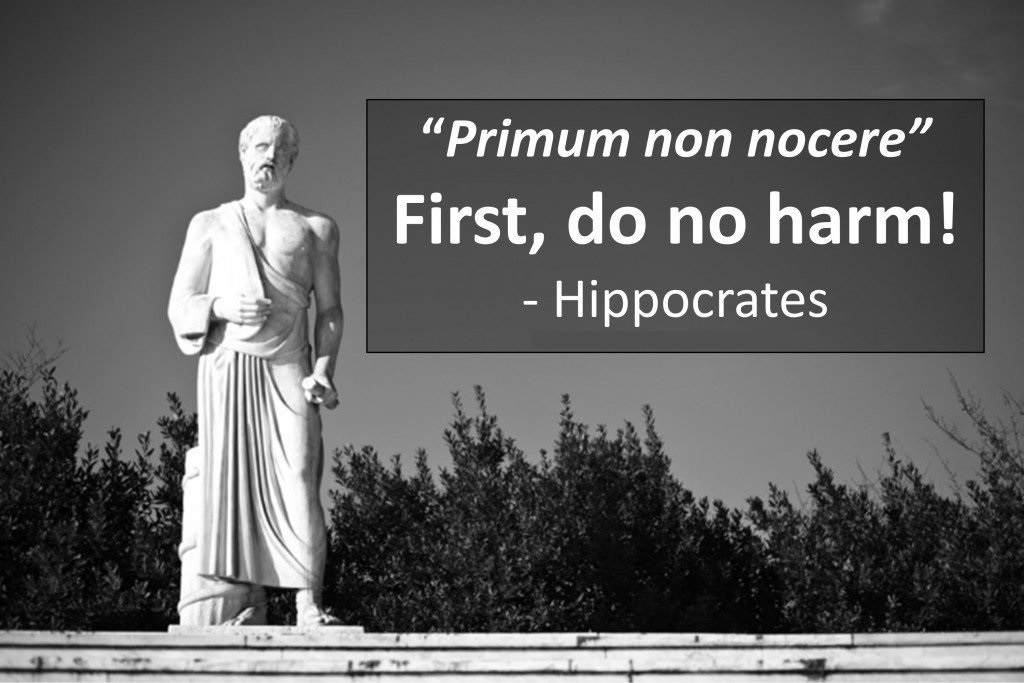
Primum Non Nocere

Primum non nŏcēre è una locuzione latina che significa "per prima cosa, non nuocere".
Solitamente è uno dei principi che si insegna per primo nelle facoltà di medicina, soprattutto in relazione alla iatrogenesi, anche se è chiaramente un brocardo applicabile quotidianamente in ogni circostanza di vita.
Ciò significa che, nella scelta di una terapia, bisogna innanzitutto non arrecare danno al paziente e per questo, tra i trattamenti possibili, va sempre privilegiato quello che ha meno effetti collaterali.
Una versione più estesa di questa locuzione sarebbe “Primum non nocere, secundum cavere, tertium sanare”, tradotto “primo, non nuocere, secondo, stare attento, terzo, guarire”. Questa versione sarebbe stata avanzata dal medico Scribonius Largus alla corte dell'imperatore Tiberio Claudio intorno all'anno 50.